# Yakumo Tatsu
Yakumo Tatsu (八雲立つ?), también conocido como Eight Clouds Rising, es un manga shōjo escrito e ilustrado por Natsumi Itsuki, publicado en la revista LaLa de la editorial Hakusensha desde el año 1992 al 2002. Ganó el 21° Kodansha Manga Award, en la categoría mejor manga shōjo.

## Argumento
Kuraki Fuzuchi es un joven tranquilo que posee inmensos poderes psíquicos y grandes habilidades con la espada. La historia comienza con Takeo Nanachi, un estudiante universitario que concurre a Izumo, a un pequeño santuario en las montañas para purificar la espada de su difunto abuelo en un festival que sólo ocurre cada 49 años. Allí accidentalmente tropieza con un ritual de iniciación con Kuraki como un chamán. A partir de ahí, sus vidas se entrelazan inexplicablemente a medida que encuentran fantasmas, espíritus, demonios y otros personajes con poderes sobrenaturales. Ambos emprenderán una búsqueda de otras espadas legendarias, a través de la cual Nanachi se irá percatando de sus poderes ocultos.

## OVAs
En el año 1997 el primer tomo del manga fue adaptado a dos episodios en formato OVA, animados por el estudio Pierrot y producidos por Bandai Visual, la dirección corrió a cargo de Tomomi Mochizuki.
Ambos episodios fueron licenciados y transmitidos por Locomotion con doblaje en español realizado en México.

### Música
La banda sonora de la miniserie de OVAs fue compuesta por Hajime Mizoguchi.
- Ending: Harukanaru Ohokoku (Faraway) por Saori Ishizuka.